# فريدي ضد جايسون
فريدي ضد جايسون هو فيلم رعب تم إنتاجه في الولايات المتحدة وصدر في سنة 2003. من بطولة روبرت انجلوند وكيلي رولاند.

## القصة
فريدي كريجر هو عاجزة في الجحيم لأن الناس من سبرينغوود نسيت عنه. المقنعة كما باميلا فورهيس، فريدي التلاعب جيسون فورهيس في قتل المراهقين سبرينغووود لاستعادة القوة.
لوري كامبل تعيش مع والدها الأرملة مع الأصدقاء كيا، جيب، تري، وبليك البقاء على قيد الحياة. في تلك الليلة، جيسون يقتل تراي، والشرطة يشتبه فريدي. بعد كابوس، بليك يوقظ إلى والده مقطوعة الرأس قبل جيسون يقتله. وفي اليوم التالي، ذكرت الشرطة أنها جريمة قتل - انتحار، على أمل احتواء فريدي.
صديقي لوري السابق ويل رولينز وصديقه مارك دافيس مرضى في مستشفى ويستن هيلز للأمراض النفسية. أنها تأخذ هينوسيل لقمع أحلامهم لأن لديهم آخر اتصال مع فريدي. تقرير صحفي يقود مارك وويل للهروب والعودة إلى سبرينغوود ليقول لوري عن فريدي. في تلك الليلة، لوري والآخرين يحضرون الهذيان في حقل الذرة. فريدي يضع فخ ل جيب، ولكن جيسون يقتل لها والعديد من الحضور الأخرى. يدرك فريدي أن هياج جايسون سوف ينكر له الضحايا.
ليندرمان وفريبورغ الهروب من الهذيان جنبا إلى جنب مع ويل، لوري، وكيا. وقالت انها سوف تذهب إلى منزل مارك، فقط لاكتشاف فريدي قتل مارك. نائب ستابس يشتبه جيسون، ويقترب لوري وصديقاتها الذين يدركون خطة فريدي. تعلم هيبنوسيل، أنها تحاول سرقة الدواء من ويستن هيلز، ولكن فريدي تمتلك فريبورغ الذي يدمر ذلك. بعد الصدمة الكهربائية ستابس، يتم هدوء جيسون من قبل فريبورغ يملك، الذي جيسون الحزم قبل الوقوع فاقد الوعي.
يضع المراهقون خطة لسحب فريدي من عالم الحلم إلى حقيقة واقناعه بمحاربة جايسون. يأخذون جيسون إلى بحيرة كريستال. وفي الوقت نفسه، فريدي معارك جيسون في عالم الحلم. فريدي لديه ميزة مع صلاحياته حلم. فريدي يتعلم أن جيسون يخاف من الماء بسبب غرقه الموت. فريدي يستخدم الماء لجعل جايسون عاجزة، ولكن لوري يذهب إلى النوم ويحفظ جايسون. فريدي يهاجمها ويكشف نفسه عن قاتل والدتها.
جيسون يوقظ في بحيرة كريستال ومطاردة المراهقين في المقصورة. يقتل ليندرمان وتشعل المقصورة. استيقظ لوري وسحب فريدي في الحياة الحقيقية التي تكشف خوفه من النار كما كان في الأصل قتل من قبل النار. كما القتال جيسون وفريدي، والمراهقين الباقين الهروب من المقصورة.
لوري، ويل، وكيا واجه فريدي. كيا يصرف فريدي حتى جيسون يقتل فجأة لها. فريدي وجيسون استئناف قتالهما. يستخدم فريدي سرعته وفكره، في حين يستخدم جيسون قوته والتسامح. على قفص الاتهام، جايسون الدموع ذراع فريدي قبالة بعد فريدي طعنات عيون جيسون. لوري وإرادة صب البنزين على قفص الاتهام ووضعه على النار. خزانات البروبان القريبة تنفجر تهب فريدي وجيسون في البحيرة. فريدي يتسلق ومحاولات لقتل لوري وإرادة، ولكن هو محكوم من قبل جيسون مع ذراعه مخلب الخاصة التي تسمح لوري لقطع رأس فريدي كما يسقط جايسون بلا حياة في البحيرة. لوري وسوف يترك كريستال بحيرة. بعد ذلك، جيسون يخرج من الماء، وعقد منجله وفريدي رئيس قطعت كما فريدي الغمزات إلى الجمهور قبل يضحك خارج الشاشة

## الميزانية والإيرادات
بلغت تكلفة إنتاج الفيلم حوالي 30 مليون دولار بينما حقق إيرادات تقدر بـ 114.9 مليون دولار.

## وصلات خارجية
- فريدي ضد جايسون على موقع IMDb (الإنجليزية)
- فريدي ضد جايسون على موقع ميتاكريتيك (الإنجليزية)
- فريدي ضد جايسون على موقع روتن توميتوز (الإنجليزية)
- فريدي ضد جايسون على موقع نتفليكس (الإنجليزية)
- فريدي ضد جايسون على موقع نتفليكس (الإنجليزية)
- فريدي ضد جايسون على موقع قاعدة بيانات الأفلام العربية
- فريدي ضد جايسون على موقع ألو سيني (الفرنسية)
- فريدي ضد جايسون على موقع Turner Classic Movies (الإنجليزية)
- فريدي ضد جايسون على موقع أول موفي (الإنجليزية)
- فريدي ضد جايسون على موقع بوكس أوفيس موجو (الإنجليزية)